# Гарольд II Годвинсон
Гарольд II Годвинсон (др.-англ. Harold Godƿinson, англ. Harold II; около 1022 — 14 октября 1066) — погибший в битве при Гастингсе последний англосаксонский король Англии (1066 год).

## Биография

### Молодые годы
Гарольд был вторым сыном Годвина, эрла Уэссекса, и Гиты, дочери датского викинга Торкеля Стюбьёрнссона, который приходился внуком королю Дании Харальду I Синезубому. Отец Гарольда был самым влиятельным магнатом англосаксонского королевства и фактическим правителем Англии в первую половину царствования короля Эдуарда Исповедника. Благодаря его влиянию Гарольд в 1045 году стал эрлом Восточной Англии, Эссекса, Оксфордшира и Бакингемшира. Могущество Годвина вызывало неудовольствие короля, и в 1051 году произошёл разрыв между ним и Эдуардом. В помощь отцу, выступившему против короля, Гарольд собрал в своих владениях армию, которая вместе с отрядами самого Годвина и старшего брата Свена окружила короля в Глостере. Однако оказанная эрлами Сивардом и Леофриком Эдуарду Исповеднику помощь и призыв короля к тэнам королевства обеспечили перевес силам Эдуарда. Годвин и его семья бежали из Англии. Гарольд нашёл убежище в Ирландии, где среди норвежско-кельтского населения сформировал небольшой флот. В 1052 году корабли Гарольда соединились с флотилией Годвина и, разорив южно-английское побережье, вошли в Темзу, вынудив короля пойти на компромисс. Эдуард Исповедник возвратил Годвину и Гарольду их владения и изгнал своих нормандских советников.

### Возвышение Гарольда
После смерти Годвина в 1053 году Гарольд унаследовал титул эрла Уэссекса. В течение нескольких лет его младшие братья Тостиг, Гирт и Леофвин также получили обширные территории в стране, включая Нортумбрию и Восточную Англию, что сделало дом Годвина самой могущественной аристократической семьёй королевства. Более того, король Эдуард всё более отдалялся от практического управления страной, посвящая себя религии. В результате именно Гарольд сконцентрировал в своих руках основные рычаги управления и взял на себя решение главных политических проблем Англии. Именно он представлял центральную власть во время мятежа Эльфгара и набегов валлийцев в 1055—1056 годах и добился компромисса, предусматривающего признание королём Уэльса Грифидом ап Лливелином сюзеренитета Англии. Ещё более успешными были действия Гарольда в 1062 году, когда он возглавил англосаксонскую армию, вторгшуюся в Уэльс и разгромившую Грифида ап Лливелина. Валлийская держава распалась на множество небольших королевств с сильной зависимостью от Англии.

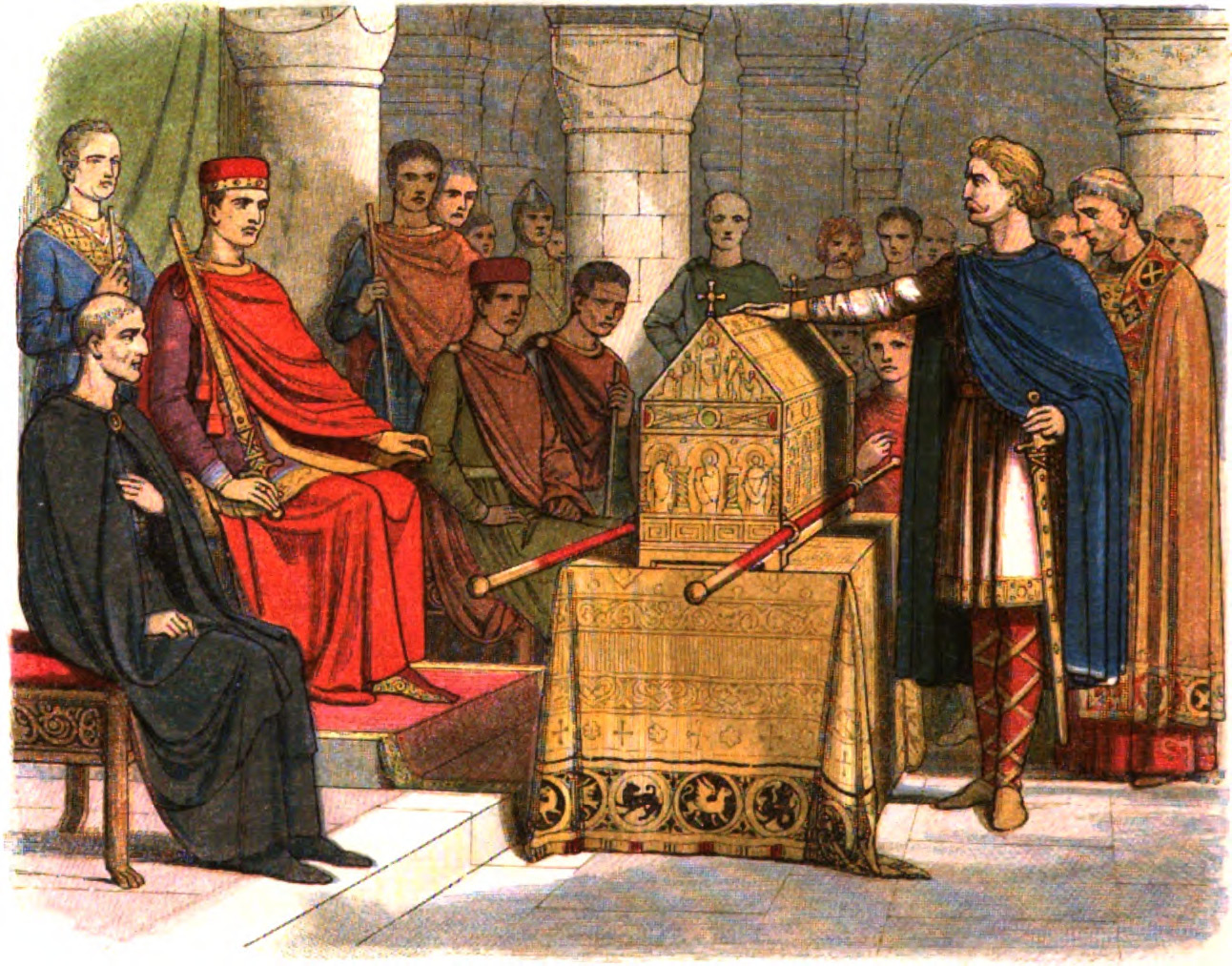
Джеймс Уильям Эдмунд Дойл. Гарольд II Годвинсон клянётся в верности Вильгельму Завоевателю

Период 1062—1064 годах был временем наивысшей власти Гарольда в Англии. Из всей территории королевства только Мерсия не находилась под контролем его или членов его семьи. Победа над Уэльсом обеспечила ему популярность в западных областях страны, в то время как первое место Гарольда при дворе короля стало неоспоримым. Учитывая тот факт, что у короля Эдуарда не было детей, а ближайший его родственник — Эдгар Этелинг был ещё молод и не имел связей в Англии, безусловное доминирование Гарольда в стране создавало для него перспективы обретения престола после смерти короля (принцип династического наследования в англосаксонской Британии ещё не окончательно сложился). Однако в 1064 или 1065 годах международные позиции Гарольда резко ослабли. Причиной этого была крайне неудачная поездка в Нормандию. Отправившись к герцогу Вильгельму выкупать из заложников своего брата Вульфнота, Гарольд сначала потерпел кораблекрушение и оказался в плену у Ги I, графа Понтье. После его освобождения по требованию Вильгельма Нормандского, Гарольд провёл некоторое время при дворе герцога и был вынужден принести клятву верности Вильгельму, признать его наследником английской короны и обещать поддержку во вступлении на престол после смерти короля Эдуарда. Рассказ об этой поездке и клятве Гарольда на святых мощах содержится у всех средневековых хронистов (Гийом Жюмьежский, Вильям Мальмсберийский, Симеон Даремский, Роджер Ховеденский, Матвей Парижский и др.). Нарушение Гарольдом этой клятвы после кончины Эдуарда Исповедника в 1066 году стало главным предлогом для организации вторжения в Англию Вильгельма Нормандского и в значительной мере обеспечило последнему поддержку папы римского и европейского рыцарства.
После возвращения Гарольда в Англию в 1065 году он столкнулся с восстанием в Нортумбрии против своего брата Тостига. Восставшие, поддержанные Эдвином, эрлом Мерсии, двинулись в Среднюю Англию. На переговорах в Оксфорде Гарольд, выступающий от имени короля Эдуарда, согласился на изгнание Тостига и утверждение в качестве эрла Нортумбрии Моркара, младшего брата Эдвина. В результате к недругам Гарольда прибавился и собственный брат, нашедший поддержку во Фландрии и Норвегии.

### Вступление на престол

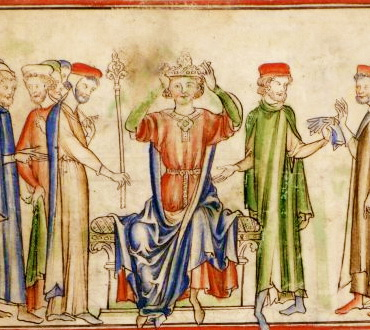
Король Гарольд II надевает корону

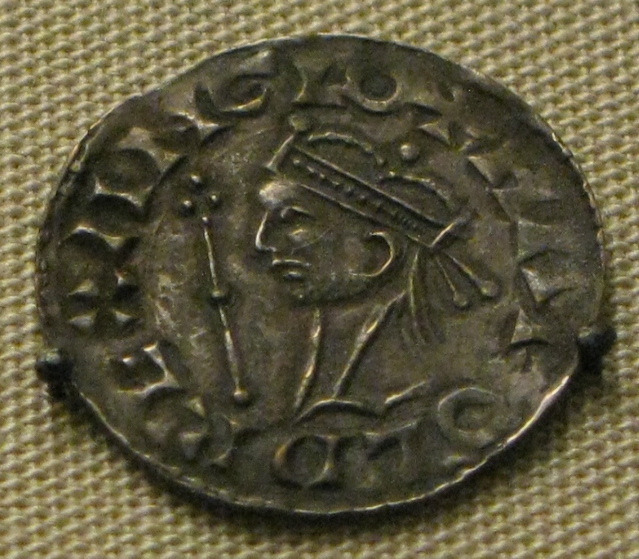
Серебряная монета Гарольда II.

5 января 1066 года скончался король Эдуард. Англосаксонская знать и духовенство практически единогласно избрали новым королём Гарольда. Этот выбор был неизбежным в условиях необходимости организации обороны страны от резко возросших угроз со стороны короля Норвегии и герцога Нормандии, претендующих на английский престол, а также недавно изгнанного Тостига. По всей видимости, король Эдуард перед своей смертью также высказался за передачу короны Гарольду — единственному человеку, способному защитить Англию от внешней опасности.
Хотя нет свидетельств об открытой оппозиции кого-либо из высшей англосаксонской аристократии избранию Гарольда королём, очевидно, что северо-английская военно-служилая знать и мелкие землевладельцы, а также эрлы Моркар и Эдвин без энтузиазма отнеслись к его коронации. Сразу после вступления на престол Гарольд отправился в Нортумбрию и пытался привлечь местное население к участию в создании общегосударственной системы обороны страны от внешней угрозы. Хотя ему не удалось окончательно перебороть недовольство, в целом Северная Англия, по крайней мере, до Гастингса, активно участвовала в сопротивлении захватчикам.
Недолгое правление Гарольда в Англии было заполнено военными приготовлениями и организацией отпора внешним угрозам. Система обороны англосаксонского государства не отличалась эффективностью. Флот набирался путём реквизиций и обычая истребования кораблей с графств в счёт военной повинности, что не обеспечивало оперативного формирования крупных военно-морских сил и не позволяло долго держать суда в боевой готовности. Сухопутные силы состояли из крестьянского ополчения (фирд), дружины тэнов и элитных частей хускерлов. Если по численности англосаксонская армия соответствовала военным силам других европейских государств, то по применению современной военной технологии сильно уступала: в Англии практически не уделялось внимания строительству замков, слабо использовалась конница и лучники.

### Норвежское вторжение

Англия в 1066 году. Норвежское вторжение.
Пунктиром обозначены границы владений дома Годвина.

Главная угроза англосаксонскому государству исходила из Нормандии, чей герцог Вильгельм, претендующий на английский престол, немедленно после провозглашения королём Гарольда начал военные приготовления к вторжению. Гарольд сконцентрировал все свои силы на южном побережье, стремясь помешать высадке нормандцев. Однако уже в мае 1066 года остров Уайт и Сандвич были атакованы флотом Тостига. Подход армии Гарольда заставил Тостига отплыть на север, где он попытался высадиться в Линдси, но получил отпор от мерсийского ополчения эрла Эдвина. С остатками кораблей Тостиг ушёл в Шотландию, где стал готовить новое вторжение, на этот раз при поддержке короля Норвегии Харальда Сурового.
Всё лето 1066 года английский флот поддерживался в состоянии боевой готовности, однако из-за нехватки продовольствия в начале сентября король был вынужден распустить команды судов. В то же самое время к северо-восточному побережью страны подошёл огромный норвежский флот во главе с Харальдом Суровым. Норвежцы высадились в устье Хамбера и направились в сторону Йорка. Главные силы Гарольда располагались на юге королевства, и организация отпора норвежской армии легла на северо-английскую милицию. В битве при Фулфорде 20 сентября 1066 года, несмотря на упорное сопротивление отрядов эрлов Эдвина и Моркара, англосаксы были разбиты. Вскоре перед норвежской армией открыл свои ворота Йорк. Навстречу Харальду Суровому из Южной Англии уже двигалась армия Гарольда. 25 сентября у местечка Стамфорд-Бридж английская армия атаковала позиции норвежцев и в тяжелейшем сражении одержала победу. Харальд Суровый и Тостиг погибли, остатки норвежского флота покинули Англию. Сражение при Стамфорд-Бридже завершило двухсотлетнюю историю противостояния Англии и скандинавского мира. Эпоха набегов викингов подошла к концу.

### Нормандское вторжение

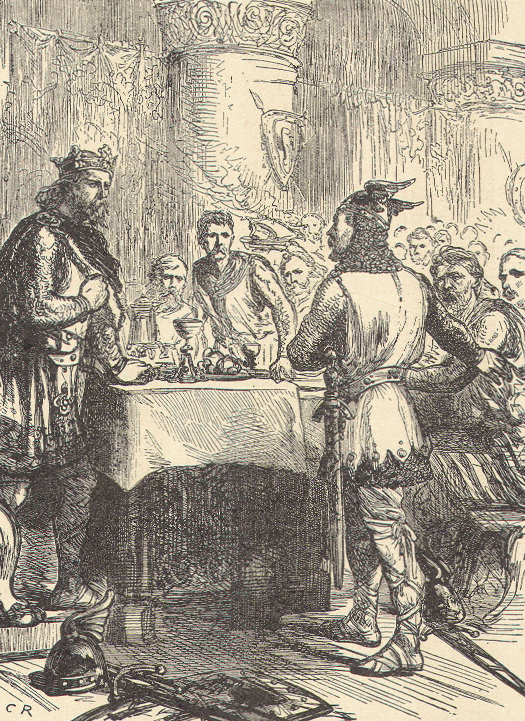
Король Гарольд II получает известие о норманском вторжении.

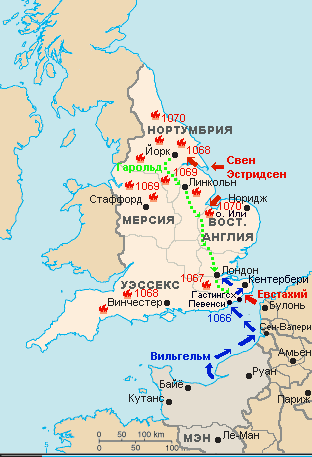
Нормандское завоевание Англии в 1066 году.

Битва при Стамфорд-Бридже произошла 25 сентября. А уже ранним утром 28 сентября на южном побережье Англии, в районе города Певенси высадилась армия нормандского герцога Вильгельма. Гарольд узнал об этом, находясь в Йорке. Не теряя ни дня, Гарольд быстрым маршем двинулся на юг, по пути рассылая королевские приказы о сборе ополчения. Уже 11 октября Гарольд был в Лондоне. Стремительность продвижения короля навстречу вражеской армии безусловно свидетельствовала о его решимости и энергичности, однако стечение обстоятельств было крайне неблагоприятно для него: за тот промежуток времени, который прошёл от получения сообщения о высадке нормандцев и до выступления королевской армии из Лондона, невозможно было привлечь в английскую армию военные контингенты графств. В результате армия Гарольда состояла из остатков хускерлов и тэнов, участвовавших в битве при Стамфорд-Бридже, а также из плохо вооружённого крестьянского ополчения областей вокруг Лондона. По свидетельству Флоренса Вустерского, к моменту выхода из Лондона половина английской армии ещё не успела собраться.

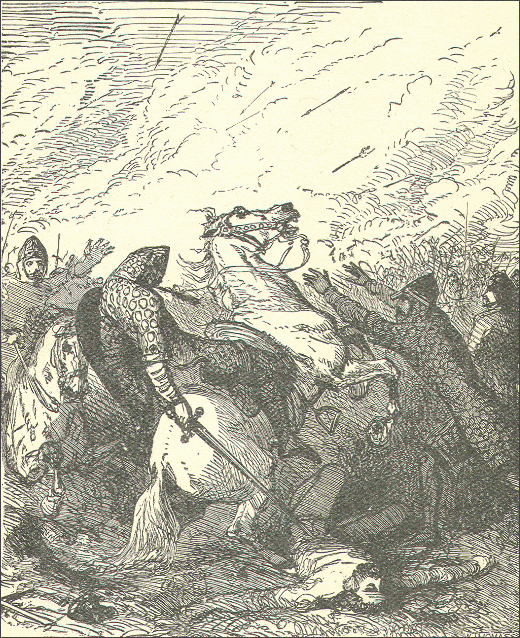
Смерть короля Гарольда II

Несмотря на быстрое продвижение войск Гарольда, эффект неожиданности не сработал. Именно Вильгельму принадлежала инициатива в решающей военной кампании. Обнаружив армию Гарольда в относительной близости от нормандского лагеря в Гастингсе, утром 14 октября войска герцога Вильгельма неожиданно атаковали англосаксов. Несмотря на небольшое численное превосходство и более высокое расположение позиций армии Гарольда, в целом преимущество изначально было на стороне нормандцев. Применив тактику «ложного отступления», рыцарская конница Вильгельма смогла расколоть армию англосаксов на несколько частей и по отдельности разгромить их. Битва при Гастингсе закончилась полным поражением английских войск. Традиционная и основная версия гласит, что король Гарольд был убит случайной стрелой, попавшей в глаз (Вильгельм приказал воинам стрелять в англосаксов отвесно). Однако некоторые исследователи, анализируя изображение на гобелене из Байё, считают, что смерть могла наступить от удара меча или копья. Англосаксонское государство потерпело крах. Страна была завоёвана нормандцами.

### Брак и дети

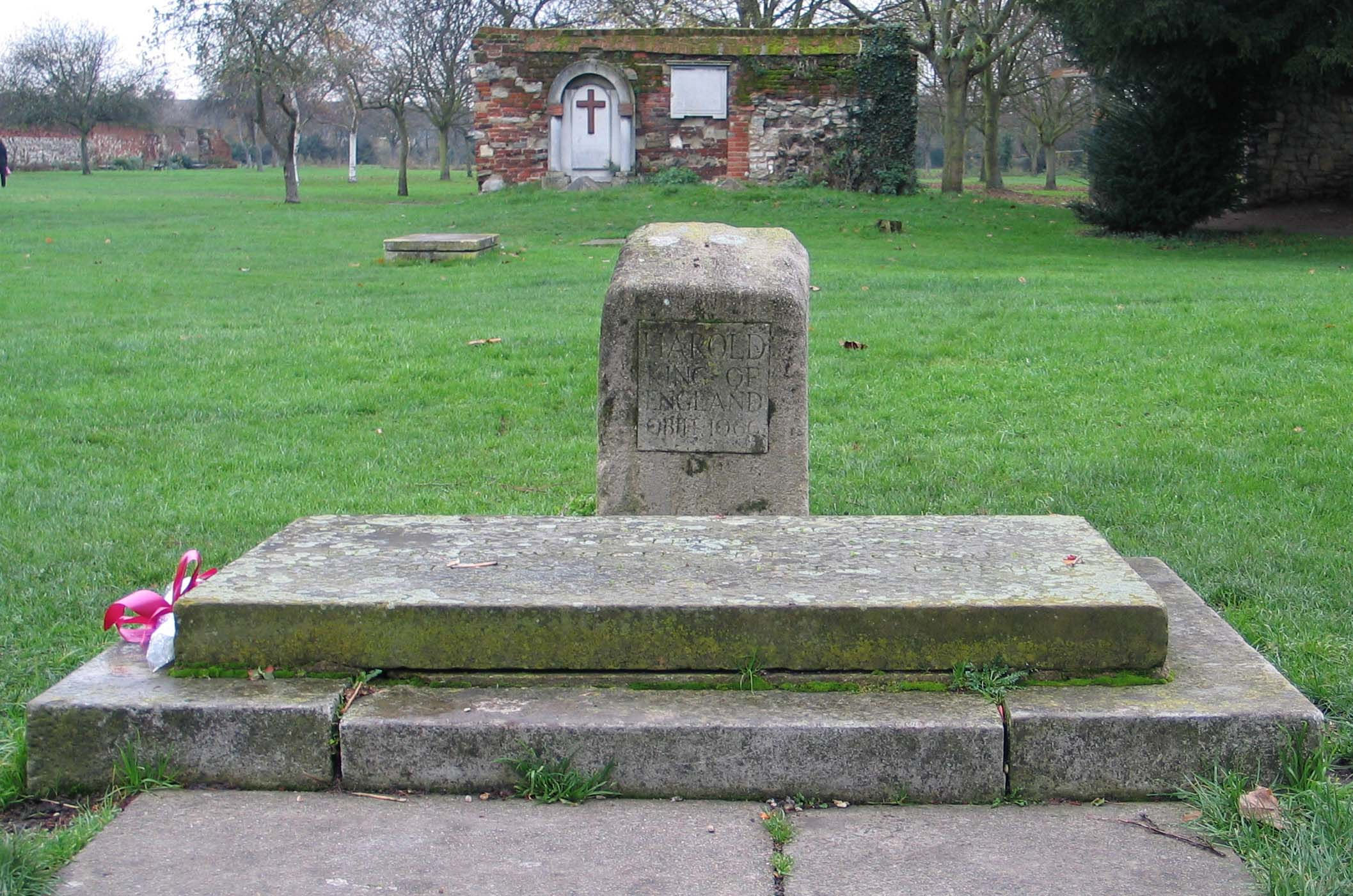
Могила Гарольда II

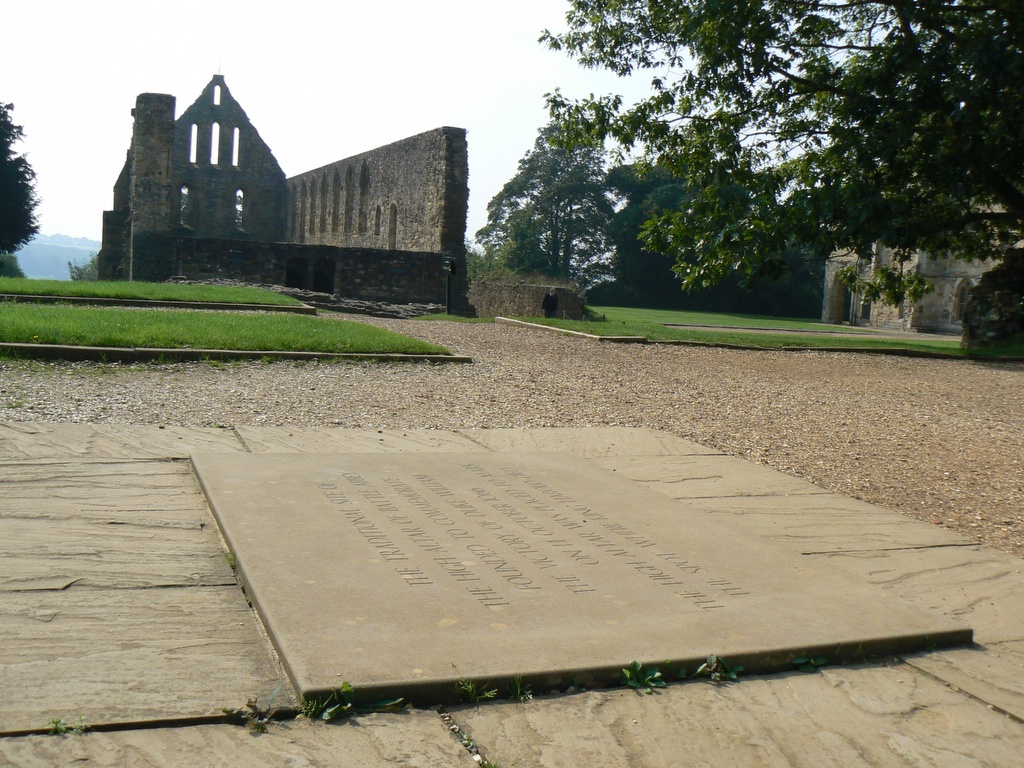
Место гибели Гарольда II

Первым браком Гарольд был женат на Эдите Лебединой Шее, однако этот брак не был оформлен в соответствии с церковными канонами и не считался законным. От Эдиты Гарольд имел по крайней мере шестерых детей, среди которых Гита Уэссекская, супруга Владимира Мономаха, великого князя Киевского. Сыновья Эдиты и Гарольда, Годвин, Эдмунд и Магнус, в 1060-х годах участвовали в борьбе против войск Вильгельма Завоевателя, однако потерпели поражение от Брайана Бретонского.
После вступления на английский престол, в январе 1066 года, Гарольд женился на Эдите, дочери эрла Мерсии Эльфгара. Этот брак, видимо, был способом привлечения на свою сторону братьев Эдиты Эдвина и Моркара, контролировавших всю северную и северо-западную части Англии. Первым браком Эдита была замужем за Грифидом ап Лливелином, королём Гвинеда и Поуиса. Эдита родила Гарольду двух сыновей (возможно, близнецов), Гарольда и Ульфа, которые после нормандского завоевания, вероятно, были вывезены из Англии и окончили свою жизнь в изгнании.

#### Генеалогическое дерево
|                |                |                |                |                |                |        |        |                                      |                                      |                                      |                                      | Годвин Уэссекский                    | Годвин Уэссекский                    | Годвин Уэссекский | Годвин Уэссекский | Годвин Уэссекский    | Годвин Уэссекский    |                      |                      | Гита Торкельсдоттир  | Гита Торкельсдоттир  | Гита Торкельсдоттир | Гита Торкельсдоттир | Гита Торкельсдоттир | Гита Торкельсдоттир |                  |                  |                  |                  |           |           |                                    |                                    |                                    |                                    |                                    |                                    |      |      |                  |                  |                  |                  |                  |                  |         |         |                  |                  |                  |                  |                  |                  |      |      |                                             |                                             |                                             |                                             |                                             |                                             |
|                |                |                |                |                |                |        |        |                                      |                                      |                                      |                                      | Годвин Уэссекский                    | Годвин Уэссекский                    | Годвин Уэссекский | Годвин Уэссекский | Годвин Уэссекский    | Годвин Уэссекский    |                      |                      | Гита Торкельсдоттир  | Гита Торкельсдоттир  | Гита Торкельсдоттир | Гита Торкельсдоттир | Гита Торкельсдоттир | Гита Торкельсдоттир |                  |                  |                  |                  |           |           |                                    |                                    |                                    |                                    |                                    |                                    |      |      |                  |                  |                  |                  |                  |                  |         |         |                  |                  |                  |                  |                  |                  |      |      |                                             |                                             |                                             |                                             |                                             |                                             |
|                |                |                |                |                |                |        |        |                                      |                                      |                                      |                                      |                                      |                                      |                   |                   |                      |                      |                      |                      |                      |                      |                     |                     |                     |                     |                  |                  |                  |                  |           |           |                                    |                                    |                                    |                                    |                                    |                                    |      |      |                  |                  |                  |                  |                  |                  |         |         |                  |                  |                  |                  |                  |                  |      |      |                                             |                                             |                                             |                                             |                                             |                                             |
|                |                |                |                |                |                |        |        |                                      |                                      |                                      |                                      |                                      |                                      |                   |                   |                      |                      |                      |                      |                      |                      |                     |                     |                     |                     |                  |                  |                  |                  |           |           |                                    |                                    |                                    |                                    |                                    |                                    |      |      |                  |                  |                  |                  |                  |                  |         |         |                  |                  |                  |                  |                  |                  |      |      |                                             |                                             |                                             |                                             |                                             |                                             |
| Свен Годвинсон | Свен Годвинсон | Свен Годвинсон | Свен Годвинсон | Свен Годвинсон | Свен Годвинсон |        |        | Эдита Лебединая Шея (первая супруга) | Эдита Лебединая Шея (первая супруга) | Эдита Лебединая Шея (первая супруга) | Эдита Лебединая Шея (первая супруга) | Эдита Лебединая Шея (первая супруга) | Эдита Лебединая Шея (первая супруга) |                   |                   | Гарольд II Годвинсон | Гарольд II Годвинсон | Гарольд II Годвинсон | Гарольд II Годвинсон | Гарольд II Годвинсон | Гарольд II Годвинсон |                     |                     | Эдита Мерсийская    | Эдита Мерсийская    | Эдита Мерсийская | Эдита Мерсийская | Эдита Мерсийская | Эдита Мерсийская |           |           | Грифид ап Лливелин (первый супруг) | Грифид ап Лливелин (первый супруг) | Грифид ап Лливелин (первый супруг) | Грифид ап Лливелин (первый супруг) | Грифид ап Лливелин (первый супруг) | Грифид ап Лливелин (первый супруг) |      |      | Тостиг Годвинсон | Тостиг Годвинсон | Тостиг Годвинсон | Тостиг Годвинсон | Тостиг Годвинсон | Тостиг Годвинсон |         |         | Эдита Уэссекская | Эдита Уэссекская | Эдита Уэссекская | Эдита Уэссекская | Эдита Уэссекская | Эдита Уэссекская |      |      | Эдуард Исповедник Король Англии (1042–1066) | Эдуард Исповедник Король Англии (1042–1066) | Эдуард Исповедник Король Англии (1042–1066) | Эдуард Исповедник Король Англии (1042–1066) | Эдуард Исповедник Король Англии (1042–1066) | Эдуард Исповедник Король Англии (1042–1066) |
| Свен Годвинсон | Свен Годвинсон | Свен Годвинсон | Свен Годвинсон | Свен Годвинсон | Свен Годвинсон |        |        | Эдита Лебединая Шея (первая супруга) | Эдита Лебединая Шея (первая супруга) | Эдита Лебединая Шея (первая супруга) | Эдита Лебединая Шея (первая супруга) | Эдита Лебединая Шея (первая супруга) | Эдита Лебединая Шея (первая супруга) |                   |                   | Гарольд II Годвинсон | Гарольд II Годвинсон | Гарольд II Годвинсон | Гарольд II Годвинсон | Гарольд II Годвинсон | Гарольд II Годвинсон |                     |                     | Эдита Мерсийская    | Эдита Мерсийская    | Эдита Мерсийская | Эдита Мерсийская | Эдита Мерсийская | Эдита Мерсийская |           |           | Грифид ап Лливелин (первый супруг) | Грифид ап Лливелин (первый супруг) | Грифид ап Лливелин (первый супруг) | Грифид ап Лливелин (первый супруг) | Грифид ап Лливелин (первый супруг) | Грифид ап Лливелин (первый супруг) |      |      | Тостиг Годвинсон | Тостиг Годвинсон | Тостиг Годвинсон | Тостиг Годвинсон | Тостиг Годвинсон | Тостиг Годвинсон |         |         | Эдита Уэссекская | Эдита Уэссекская | Эдита Уэссекская | Эдита Уэссекская | Эдита Уэссекская | Эдита Уэссекская |      |      | Эдуард Исповедник Король Англии (1042–1066) | Эдуард Исповедник Король Англии (1042–1066) | Эдуард Исповедник Король Англии (1042–1066) | Эдуард Исповедник Король Англии (1042–1066) | Эдуард Исповедник Король Англии (1042–1066) | Эдуард Исповедник Король Англии (1042–1066) |
|                |                |                |                |                |                |        |        |                                      |                                      |                                      |                                      |                                      |                                      |                   |                   |                      |                      |                      |                      |                      |                      |                     |                     |                     |                     |                  |                  |                  |                  |           |           |                                    |                                    |                                    |                                    |                                    |                                    |      |      |                  |                  |                  |                  |                  |                  |         |         |                  |                  |                  |                  |                  |                  |      |      |                                             |                                             |                                             |                                             |                                             |                                             |
|                |                |                |                |                |                |        |        |                                      |                                      |                                      |                                      |                                      |                                      |                   |                   |                      |                      |                      |                      |                      |                      |                     |                     |                     |                     |                  |                  |                  |                  |           |           |                                    |                                    |                                    |                                    |                                    |                                    |      |      |                  |                  |                  |                  |                  |                  |         |         |                  |                  |                  |                  |                  |                  |      |      |                                             |                                             |                                             |                                             |                                             |                                             |
|                |                |                |                |                |                |        |        |                                      |                                      |                                      |                                      |                                      |                                      |                   |                   |                      |                      |                      |                      |                      |                      |                     |                     |                     |                     |                  |                  |                  |                  |           |           |                                    |                                    |                                    |                                    |                                    |                                    |      |      |                  |                  |                  |                  |                  |                  |         |         |                  |                  |                  |                  |                  |                  |      |      |                                             |                                             |                                             |                                             |                                             |                                             |
|                |                |                |                |                |                |        |        |                                      |                                      |                                      |                                      |                                      |                                      |                   |                   |                      |                      |                      |                      |                      |                      |                     |                     |                     |                     |                  |                  |                  |                  |           |           |                                    |                                    |                                    |                                    |                                    |                                    |      |      |                  |                  |                  |                  |                  |                  |         |         |                  |                  |                  |                  |                  |                  |      |      |                                             |                                             |                                             |                                             |                                             |                                             |
|                |                |                |                | Годвин         | Годвин         | Годвин | Годвин | Годвин                               | Годвин                               |                                      |                                      | Эдмунд                               | Эдмунд                               | Эдмунд            | Эдмунд            | Эдмунд               | Эдмунд               |                      |                      | Магнус               | Магнус               | Магнус              | Магнус              | Магнус              | Магнус              |                  |                  | Гунхильда        | Гунхильда        | Гунхильда | Гунхильда | Гунхильда                          | Гунхильда                          |                                    |                                    | Гита                               | Гита                               | Гита | Гита | Гита             | Гита             |                  |                  | Гарольд          | Гарольд          | Гарольд | Гарольд | Гарольд          | Гарольд          |                  |                  | Ульф             | Ульф             | Ульф | Ульф | Ульф                                        | Ульф                                        |                                             |                                             |                                             |                                             |

## Образ Гарольда в культуре

### Народное творчество
Фольклорист Эдвин Сидней Хартленд писал, что среди англосаксов были распространены легенды о том, что Гарольд не погиб в битве при Гастингсе: он якобы должен был вернуться в один день и изгнать норманнов с островов.

### Художественная литература
Гарольду II, битве при Стамфорд-Бридже и битве при Гастингсе посвящено стихотворение Алексея Константиновича Толстого «Три побоища».
Английский писатель Эдвард Бульвер-Литтон в 1848 году написал роман «Гарольд, последний из саксов».
В романе Вальтера Скотта «Айвенго» Седрик Сакс, заключённый в оружейной замка Торкилстон, вспоминает, что, по саксонскому преданию, именно в этом старинном зале — тогда: главном парадном зале замка, — 130 лет назад Гарольд пировал со своими приближёнными перед битвой при Стамфорд-Бридже, дав посланцу Тости гордый ответ, что его союзнику, королю норвежскому он даст: «7 футов английской земли! А если правду говорят, что он такого высокого роста, то я готов добавить ещё 12 дюймов».
В книге Редьярда Киплинга «Награды и феи» в главе «Древо правосудия» изложена легенда о том, что Гарольд был ранен стрелой в глаз в битве при Гастингсе, взят в плен и провел долгое время в плену у Вильгельма Завоевателя, после чего сошел с ума и стал нищим бродягой. Согласно этой легенде, Гарольд встречался с королем Генрихом «через 40 лет после Гастингса» (перед Битвой при Таншбре) и умер непосредственно на пиру у Генриха.

## В документальном кино
- Тайны древности. Варвары. Часть 1. Викинги.